# Venezia Foot Ball Club 1907-1908
Questa voce raccoglie le informazioni riguardanti il Venezia Foot Ball Club nelle competizioni ufficiali della stagione 1907-1908.

## Stagione
La squadra venne costituita da un nucleo di ex-calciatori della Marziale (Borella, i fratelli Marcello ed Alessandro Santi, Piccoli, Bortoletti e Golzio) a cui si aggiunseno alcuni ex-studenti rientrati dalla Svizzera (Folin, Bozzi, Gaggio e l'elvetico Walter Aemisseger) e i vari Vianello, Federici e Vivante neofiti del football veneziano.
I veneziani, con maglia partita in rosso e blu, hanno un avvio esaltante vincendo a gennaio 1908 il "Torneo di Ferrara" (3 partite in un solo giorno), la "Coppa città di Padova" e la "Coppa delle Venezie" (a Vicenza) battendo i padroni di casa, il Vicenza. Perde la "Coppa città di Mantova".
Si iscrive poi al campionato di Terza Categoria indetto dalla F.I.F., e dopo la prima partita vinta in casa sono dolori.
Vince a fine agosto il torneo FGNI indetto dalla F.G.I. nel 1908 battendo in finale il Vicenza.

## Rosa
Fonte
| N. |                     | Ruolo | Calciatore         |
| -- | ------------------- | ----- | ------------------ |
|    | Svizzera (bandiera) | D     | Walter Aemisseger  |
|    | Italia (bandiera)   | P     | Antonio Borella    |
|    | Italia (bandiera)   | A     | Gerardo Bortoletti |
|    | Italia (bandiera)   | C     | Cadorin            |
|    | Italia (bandiera)   | C     | Aldo Federici      |
|    | Italia (bandiera)   | C     | Pietro Golzio      |
|    | Italia (bandiera)   | D     | Silvio Lorenzetti  |

| N. |                   | Ruolo | Calciatore           |
| -- | ----------------- | ----- | -------------------- |
|    | Italia (bandiera) | A     | Pietro Piccoli       |
|    | Italia (bandiera) | C     | Rovati               |
|    | Italia (bandiera) |       | Marcello Santi (II)  |
|    | Italia (bandiera) | A     | Alessandro Santi (I) |
|    | Italia (bandiera) | A     | Scolari              |
|    | Italia (bandiera) | A     | Luigi Vianello       |
|    | Italia (bandiera) | A     | Mario Vivante        |